# Saint-Pons-la-Calm
Saint-Pons-la-Calm is een gemeente in het Franse departement Gard (regio Occitanie) en telt 410 inwoners (1999). De plaats maakt deel uit van het arrondissement Nîmes.

## Geografie
De oppervlakte van Saint-Pons-la-Calm bedraagt 6,4 km², de bevolkingsdichtheid is 64,1 inwoners per km².
De onderstaande kaart toont de ligging van Saint-Pons-la-Calm met de belangrijkste infrastructuur en aangrenzende gemeenten.

## Demografie
Onderstaande figuur toont het verloop van het inwonertal (bron: INSEE-tellingen).